# Medina (cântăreață)
Medina (n. Andrea Fuentealba Valbak pe 30 noiembrie 1982 în Aarhus) este o cântăreață daneză. Ea și-a făcut debutul discografic în anul 2007 și a lansat până în prezent cinci albume de studio, dintre care trei sunt în daneză și două în limba engleză (destinate publicului internațional).

## Discografie
Albume în daneză
- Tæt på (2007)
- Velkommen til Medina (2009)
- For altid (2011)

Albume în engleză
- Welcome to Medina (2010)
- Forever (2012)